# پاکاسمایو
پاکاسمایو (به اسپانیایی: Pacasmayo) یک شهر در پرو است که در Pacasmayo Province واقع شده‌است.